# グリーク・シープドッグ
グリーク・シープドッグ（英：Greek Sheepdog）とは、ギリシャ原産の家畜護身用の犬種である。日本でも有名なグレート・ピレニーズの親せき種で、それらと同じような白くてもこもことした厚いコートを持つ超大型犬の仲間である。ちなみに、犬種としての歴史はマレンマ・シープドッグのほうが古く、グリークが同じグループの犬種の先祖になったとする説は疑問視されている。
別名はヘレニック･シェパード･ドッグ(英:Hellenic Shepherd Dog),ヘレニコス・ピメニコス(英:Hellenikos Poimenikos)、エリニコス・ピメニコス(英:Ellinikos Poimenikos)など。

## 歴史
このグループは主にフランスのグレート・ピレニーズ、イタリアのマレンマ・シープドッグ、ハンガリーのクーバース、スロバキアのスロヴェンスキー・チュヴァック、ポーランドのタトラ・シェパード・ドッグ、ギリシャのスパルタ・シープドッグ、トルコのアクバシュなどがいるが、これらは外見が非常によく似ていて素人にはこれらを並べて見ない限り、かなり判別がつけにくいといわれている。
16世紀ごろに出来たとされる犬種で、17世紀にはこれの小型版犬種であるスパルタ・シープドッグが作出された。専ら作業犬として羊の群を狼や泥棒から守るために使われていて、スパルタ・シープドッグが作出されてからも人気を維持し続けた。かつては羊と同じ毛色であり、夜も簡単に見つけることが出来るホワイト若しくはクリームの毛色が好まれていて有色のものは処分されていたが、ショードッグとして飼われるものが出てくると有色のものもスタンダードとして認められるようになっていき、作業用のものも次第に有色個体に対する偏見が無くなっていった。しかし、ほとんどが作業犬として使われているため、海外での知名度はあまり高くない。

## 特徴
グレート・ピレニーズに似ているが、頭部はそれよりも小さい。豊富なロングコートは夏に羊とともに刈り取られ、衣服の材料にされている。毛色は主にホワイト、クリームの単色であるが、それらを地色として有色の斑があるものもいる。垂れ耳は右耳だけを断耳して立たせ、左耳は垂れ耳のままにする風習がある。尾はふさふさした垂れ尾である。超大型犬サイズで性格は忠実だが防衛本能が高い。又、首には小さな丸太を模したものを提げる慣わしがあり、ショードッグでもこれを提げている事があるが、これは攻撃力と性力を抑えるためのまじないがもととなっている。

## 参考
『デズモンド・モリスの犬種事典』（誠文堂新光社）デズモンド・モリス著書、福山英也、大木卓訳 誠文堂新光社、2007年